# Pääjärvi (sjö i Finland, Egentliga Tavastland)
Pääjärvi är en sjö i Finland. Den ligger i kommunerna Tavastehus och Hämeenkoski i landskapen Egentliga Tavastland och Päijänne-Tavastland, i den södra delen av landet, 100 km norr om huvudstaden Helsingfors. Pääjärvi ligger 102,9 meter över havet. Den är 85 meter djup. Arean är 13,44 kvadratkilometer och strandlinjen är 36,59 kilometer lång. Sjön  ingår i Kumo älvs huvudavrinningsområde. 